# Manfred Max-Neef
Manfred Max-Neef   (Valparaíso, 26 d'octubre de 1932 - Valdivia, 8 d'agost de 2019) fou un conegut economista xilè, guanyador del Right Livelihood Award el 1983.
Les seves obres més destacades són dues tesis que va denominar Economía Descalza i Desarrollo a Escala Humana, les quals defineixen una matriu que abasta les necessitats humanes fonamentals. En la dècada dels 90 va formular la Hipòtesi del Llindar, la idea que a partir de determinat punt del desenvolupament econòmic, la qualitat de vida comença a disminuir.
Max-Neef va ser membre del Consell Assessor dels Governs del Canadà i Suècia per al Desenvolupament Sostenible, i candidat independent a la Presidència de la República de Xile el 1993. Durant els anys 1994 i 2002 va ser rector de la Universitat Austral de Xile.

## Obres
- Economía Descalza Señales desde el Mundo Invisible (1993).
- Desarrollo a Escala Humana: Conceptos, Aplicaciones y Reflexiones (1993).
- Repensando la Ciudad de América Latina (1988).
- Real Life Economics: Understanding Wealth Creation (1992).
- From the Outside Looking In: Experiences in Barefoot Economics (1992).
- Entwicklung nach menschlichem Mass (1990).
- From the Outside Looking In (1984).
- Fran Andra Sidan (1984).
- Sociedad Civil y Cultura Democrática: Mensajes y Paradojas (1989).
- Trabajo, Tamaño Urbano y Calidad de Vida (1978).
- En el Mundo Aparte (1972).
- Los Recursos para el Desarrollo (1968).
- Motivación Empresarial y Concentración del Poder Económico (1965).
- En Torno a una Sociología del Desarrollo (1965).